# Четырнадцатое правительство Израиля
Четырнадцатое правительство Израиля (ивр. ממשלת ישראל הארבע עשרה‎) было сформировано после смерти премьер-министра Леви Эшколя, последовавшей 26 февраля 1969. Правительство сформировала Голда Меир 17 марта 1969 года. Правительство было коалиционным, в состав правящей коалиции входили блок МААРАХ (Альянс партий МАПАЙ и Ахдут ха-Авода), ГАХАЛ, МАФДАЛ, МАПАМ, Партия независимых либералов, Поалей Агудат Исраэль, Сотрудничество и братство и Прогресс и развитие. Был упразднён пост министра информации, занимавший ранее этот пост Исраэль Галили стал министром без портфеля.
Четырнадцатое правительство Израиля находилось у власти до формирования пятнадцатого правительства 15 декабря 1969 года, после парламентских выборов.

## Состав правительства
| Должность                                   | Имя, фамилия                    | Партийная принадлежность     |
| ------------------------------------------- | ------------------------------- | ---------------------------- |
| Премьер-министр                             | Голда Меир                      | Маарах                       |
| Заместитель премьер-министра                | Игаль Алон                      | Маарах                       |
| Министр сельского хозяйства                 | Хаим Гвати                      | Не был депутатом Кнессета1   |
| Министр обороны                             | Моше Даян                       | Маарах                       |
| Министр развития                            | Моше Коль                       | Не был депутатом Кнессета2   |
| Министр образования и культуры              | Залман Аран                     | Маарах                       |
| Министр финансов                            | Зеэв Шерф                       | Маарах                       |
| Министр иностранных дел                     | Абба Эвен                       | Маарах                       |
| Министр здравоохранения                     | Исраэль Барзилай                | Не был депутатом Кнессета3   |
| Министр строительства                       | Мордехай Бентов                 | Не был депутатом Кнессета 3  |
| Министр абсорбции                           | Игаль Алон                      | Маарах                       |
| Министр внутренних дел                      | Хаим Моше Шапира                | МАФДАЛ                       |
| Министр юстиции                             | Яаков Шимшон Шапира             | Не был депутатом Кнессета4   |
| Министр труда                               | Йосеф Алмоги                    | Маарах                       |
| Министр внутренней безопасности             | Элияху Сассон                   | Авода                        |
| Министр связи                               | Исраэль Йешаяху                 | Авода                        |
| Министр по делам религий                    | Зерах Вархафтиг                 | МАФДАЛ                       |
| Министр туризма                             | Моше Коль                       | Не был депутатом Кнессета2   |
| Министр торговли и промышленности           | Зеэв Шерф                       | Маарах                       |
| Министр транспорта                          | Моше Кармель                    | Не был депутатом Кнессета1   |
| Министр социального обеспечения             | Йосеф Бург                      | МАФДАЛ                       |
| Министр без портфеля                        | Исраэль Галили                  | Маарах                       |
| Министр без портфеля                        | Менахем Бегин                   | ГАХАЛ                        |
| Министр без портфеля                        | Йосеф Сапир                     | ГАХАЛ                        |
| Министр без портфеля                        | Пинхас Сапир                    | Маарах                       |
| Заместитель министра сельского хозяйства    | Аарон Уцан (до 17 ноября 1969)  | Маарах                       |
| Заместитель министра развития               | Иехуда Шаари                    | Партия независимых либералов |
| Заместитель министра образования и культуры | Калман Кахана                   | Поалей Агудат Исраэль        |
| Заместитель министра образования и культуры | Аарон Ядлин (до 17 ноября 1969) | Маарах                       |
| Заместитель министра финансов               | Цви Динстейн                    | Маарах                       |
| Заместитель министра абсорбции              | Арье Элиав                      | Маарах                       |
| Заместитель министра внутренних дел         | Шломо-Исраэль Бен-Меир          | МАФДАЛ                       |
| Заместитель министра по делам религий       | Биньямин Шахор                  | МАФДАЛ                       |

1 Гвати и Кармель были избраны в Кнессет по списку Маарах, но отказались от своих мест в Кнессете в 1966 году.
2 Коль был избран в Кнессет по списку независимых либералов, но ушёл в отставку после назначения в состав кабинета.
3 Хотя Барзилай и Бентов не были депутатами Кнессета, оба были членами МАПАМ.
4 Хотя Шапира не был в тот момент депутатом Кнессета, ранее он был депутатом от МАПАЙ, и был избран в состав следующего Кнессета по списку Маарах.